# 1970 în artă
← 1967 în artă — 1968 în artă — 1969 în artă ——  1970 în artă  —— 1971 în artă — 1972 în artă — 1973 în artă →
1963 în artă implică o serie de evenimente:

## Evenimente

### Evenimente artistice oriunde
Fără date precise 

## Nașteri

### Ianuarie - iunie
- 1 ianuarie –
- 31 februarie –
- 13 mai –
- 23 iunie –

### Iulie - decembrie
- 3 iunie –

- 16 octombrie –
- 30 noiembrie –

## Decese
- 23 martie –
- 18 mai –
- 23 septembrie –
- 29 decembrie –

## Galerie (lucrări din 1970)
- Lucrări reprezentative